# René Coty
René-Jules-Gustave Coty (født 20. marts 1882 i Le Havre, død 22. november 1962) var en fransk politiker. Frankrigs præsident fra 1954 til 1959. Anden og sidste præsident under den Fjerde Republik.
René Coty var gennem årene aktiv i flere partier både på højre- og venstrefløjen i fransk politik.
René Cotys præsidentperiode var præget af den politiske ustabilitet, der kendetegnede perioden efter 2. verdenskrig og den begyndende konflikt i Algeriet.